# Bataille de Rieti
Pour les articles homonymes, voir Rieti (homonymie).
 (signalé en mai 2025).
Si vous disposez d'ouvrages ou d'articles de référence ou si vous connaissez des sites web de qualité traitant du thème abordé ici, merci de compléter l'article en donnant les références utiles à sa vérifiabilité et en les liant à la section « Notes et références ».
- Archive Wikiwix
- Bing
- Cairn
- DuckDuckGo
- E. Universalis
- Gallica
- Google
- G. Books
- G. News
- G. Scholar
- Persée
- Qwant
- (zh) Baidu
- (ru) Yandex
- (wd) trouver des œuvres sur Wikidata

La bataille de Rieti oppose les troupes d'une expédition autrichienne commandée par le général Frimont aux insurgés napolitains du général Guglielmo Pepe.

## Contexte
L'insurrection militaire qui débute au sein de l'armée du royaume des Deux-Siciles conduit le roi Ferdinand Ier des Deux-Siciles à accepter une constitution qui instaure une monarchie constitutionnelle dans le Royaume.
L'Autriche, garante de la stabilité politique italienne après la chute de Napoléon Ier, envisage d'intervenir pour rétablir l'ordre. À la suite de la conférence de Troppau et de Ljubljana (janvier 1821), elle décide l'envoi de troupes. Celles-ci sont commandées par le général Frimont.